# Duinschorsloper
De duinschorsloper (Philorhizus crucifer) is een keversoort uit de familie van de loopkevers (Carabidae). De wetenschappelijke naam van de soort werd in 1846 gepubliceerd door Pierre Hippolyte Lucas.